# Paradise Football Club
Pour les articles homonymes, voir Paradise.
Ne doit pas être confondu avec Paradise Football Club International, un club de football de la Grenade.
Maillots
Le Paradise Football Club est un club de la Barbade de football, basé à Dover, dans la paroisse de Christ Church. Il joue néanmoins ses rencontres à domicile au Wildey Astro Turf de Bridgetown, la capitale de l'île

## Repères historiques
Fondé en 1978, Paradise remporte son premier titre national en 1989 avec un succès en championnat. Son palmarès compte actuellement quatre titres de champions et cinq Coupes nationales.
Il a participé à trois reprises à des compétitions internationales. En 1990, après son premier titre de champion, il s'engage en Coupe des champions de la CONCACAF où il élimine les Guadeloupéens du Zénith avant de s'incliner face à la formation du Surinam du SV Transvaal. Dix ans plus tard, il termine troisième de sa poule en CFU Club Championship, avec un bilan d'une victoire et de deux défaites. Enfin, en 2003, il aurait dû participer à nouveau au CFU Club Championship mais déclare forfait avant son entrée en lice.

## Palmarès
- Championnat de la Barbade (4)
  - Champion : 1989, 1996, 2001, 2003

- Coupe de la Barbade (6)
  - Vainqueur : 1996, 1999, 2000, 2003, 2005, 2018
  - Finaliste: 1990, 1997, 2006, 2009, 2017